# Else Bugge Fougner
Else Bugge Fougner (* 9. November 1944 in Moss) ist eine norwegische Politikerin und Juristin der konservativen Partei Høyre. Von Oktober 1989 bis November 1990 war sie die Justizministerin ihres Landes.

## Leben
Fougner kam im Jahr 1944 als Tochter von Jacob Bugge und Bodil Bengtson in Moss zur Welt. Sie wuchs in Oslo auf. Im Jahr 1971 beendete sie ihr Studium der Rechtswissenschaft an der Universität Oslo. Danach arbeitete sie im Sozialministerium, bevor sie 1972 ihre Tätigkeit in der Anwaltskanzlei Hjort, Eriksrud og Myhre begann. Als die erst fünfte Frau Norwegens wurde sie 1975 als Anwältin am Obersten Gerichtshof von Norwegen zugelassen. Im Jahr 1977 stieg sie als Partnerin in die Anwaltskanzlei, in der sie arbeitete, ein. In ihrer Zeit als Juristin spezialisierte sie sich unter anderem auf die Bereiche des Familien- und Kinderrechts sowie auf das Strafrecht. Im Laufe der Zeit saß sie in Vorständen verschiedener Einrichtungen wie etwa dem von Statoil oder der Bergen Bank. Von 1982 bis 1989 stand Fougner dem Vorstand des Osloer Krankenhauses Rikshospitalet vor.
In den 1970er-Jahren begann sie sich in der Partei Høyre in Bærum zu engagieren. Zwischen 1987 und 1991 war sie sogenannte Vararepresentantin, also Ersatzabgeordnete, im Fylkesting des Fylkes Akershus. Am 16. Oktober 1989 wurde sie in der neu gebildeten Regierung Syse zur Justizministerin ernannt. Sie übte das Amt bis zum Ende der Regierung am 3. November 1990 aus. Fougner kehrte danach wieder zu ihrer Tätigkeit für die Anwaltskanzlei Hjort DA zurück. Von 1990 bis 1991 unterrichtete sie an der Universität Oslo.

## Werke
- 1978: Rettssikkerheten i alkoholistomsorgen
- 1985: Pornografi og straff
- 1999: Samboerne og samfunnet

## Auszeichnungen
- 2001: Nordstern-Orden, Kommandeurin[5]